# 遠藤要
遠藤 要（えんどう かなめ、1915年10月31日 - 2010年6月20日）は、日本の政治家。  
宮城県議会議員を経て、参議院議員を4期務め、法務大臣や自由民主党参議院議員総会長などを歴任。

## 人物
学歴は、白石高等小学校（現在の宮城県白石市）卒業。

### 宮城県議会議員
1947年（昭和22年）、宮城県議会議員選挙に立候補し初当選し、同県議会議員に就任した。以後通算7回当選し、1971年（昭和46年）には同議会議長に選出された。

### 参議院議員
1974年（昭和49年）の第10回参議院議員通常選挙に、自由民主党公認で立候補し当選、参議院議員に転身した。以後通算4回当選し、自由民主党内では田中派、竹下派（経世会）を経て、小渕派（平成研究会）に所属した。小渕派時代の1995年（平成7年）には自民党参議院議員総会長に就任し、翌年まで務めた。

#### 法務大臣
1986年（昭和61年）に組閣された第3次中曽根内閣において、法務大臣に就任した。
遠藤が法務大臣就任中の1987年（昭和62年）、帝銀事件（1948年）の犯人として1955年（昭和30年）に死刑判決が確定した死刑囚・平沢貞通が、獄中で病死した。遠藤は結果的に、平沢への死刑執行権限を行使しなかった最後の法務大臣となり、確定死刑囚としての平沢の収監期間は世界最長記録となった。

### 後年
1998年（平成10年）、 第18回参議院議員通常選挙で落選し、政界から引退した。
2010年（平成22年）6月20日、肺炎のため死去。94歳没。

## 選挙歴
| 当落                        | 選挙                     | 施行日        | 選挙区       | 政党       | 得票数  | 得票率 | 得票順位 /候補者数 | 比例区 | 比例順位 /候補者数 |
| --------------------------- | ------------------------ | ------------- | ------------ | ---------- | ------- | ------ | ------------------ | ------ | ------------------ |
| 当                          | 第10回参議院議員通常選挙 | 1974年7月7日  | 宮城県地方区 | 自由民主党 | 415,064 | 45.2   | 1/5                | -      | -                  |
| 当                          | 第12回参議院議員通常選挙 | 1980年7月4日  | 宮城県地方区 | 自由民主党 | 561,975 | 55.4   | 1/3                | -      | -                  |
| 当                          | 第14回参議院議員通常選挙 | 1986年7月6日  | 宮城県選挙区 | 自由民主党 | 530,547 | 51.3   | 1/4                | -      | -                  |
| 当                          | 第16回参議院議員通常選挙 | 1992年7月26日 | 宮城県選挙区 | 自由民主党 | 380,249 | 48.5   | 1/4                | -      | -                  |
| 落                          | 第18回参議院議員通常選挙 | 1998年7月12日 | 宮城県選挙区 | 自由民主党 | 132,070 | 14.0   | 3/9                | -      | -                  |
| 当選回数4回 （参議院議員4） |                          |               |              |            |         |        |                    |        |                    |